# CS-131
La CS-131 (Carretera Secundària 131) és una carretera de la Xarxa de Carreteres d'Andorra, que comunica la CS-130 a l'altura de Sant Julià de Lòria amb La Peguera. També és anomenada Carretera de la Peguera.
Segons la codificació de carreteres d'Andorra aquesta carretera correspon a una Carretera Secundària, és a dir, aquelles carreteres què comuniquen una Carretera General amb un poble o zona.
Aquesta carretera és d'ús local ja què només l'utilitzen los veïns de les poblacions que recorre. La carretera té en total 12,9 quilòmetres de recorregut.

## Ruta de La Peguera[4]
Un total de 12,9 quilòmetres separen Sant Julià de Lòria de la Peguera, un dels ports més espectaculars d'Andorra, protagonista de grans etapes ciclistes
Exigent, bella i mítica. Així és la ruta ciclista que transcorre entre Sant Julià de Lòria i la Peguera. Aquest port de muntanya és una proposta perfecta per als amants del ciclisme de fons, especialment per a aquells que treuen el millor d'ells mateixos quan la carretera puja de valent. Aquí t'expliquem les dades bàsiques d'aquest recorregut, les curiositats més interessants i com descarregar la fitxa completa de la ruta.
Resum de la ruta
El port de la Peguera, a Andorra, té una consideració de primera categoria, ja que es tracta d'un ascens de gran exigència, tant per la longitud com pel desnivell. Pel que fa a la longitud, es tracta d'una pujada de 13 quilòmetres, sense pràcticament ascensos ni descensos. Des que s'inicia la ruta a Sant Julià de Lòria, la carretera "pica cap amunt" amb rampes inicials del 10 %, i se "suavitza" a la segona meitat del port, amb rampes del 6 %. La mitjana de percentatge és del 8,4 % i el desnivell total acumulat des del començament del recorregut fins al final és de 911 metres, i acaba en una cota de 1.910 metres.
Paisatge i curiositats de la ruta de la Peguera
Com dèiem, un altre dels al·licients d'aquesta ruta ciclista és la bellesa. Emmarcada en el característic paisatge verd de primavera i estiu de la vall de Sant Julià de Lòria, les vistes panoràmiques són pràcticament contínues des que s'inicia l'ascens. A més, veiem bordes ben boniques que apareixen entre el paisatge, una de les construccions més tradicionals d'Andorra. Són unes petites edificacions rurals d'alta muntanya, la funció principal de les quals era guardar el gra i el bestiar. Moltes s'han mantingut en bon estat de conservació fins a l'actualitat, fins a tal punt que algunes s'han condicionat per a un nou ús: restaurants de muntanya.

## Punts d'Interés
- Església de Sant Pere d'Aixirivall

## Recorregut[5]
- Sortida de Sant Julià de Lòria (CS-130)
- Aixirivall
- Església de Sant Pere d'Aixirivall
- La Peguera

| Tipus de Sortida | Direcció de la sortida | Carretera que hi enllaça | Qm   |
| ---------------- | ---------------------- | ------------------------ | ---- |
| CS-131           | Sant Julià de Lòria    | CS-130                   | 0    |
|                  | Aixirivall             |                          | 2    |
|                  | La Peguera             | CS-130                   | 12,9 |